# Никоренский Ильинский монастырь
Никоренский Ильинский монастырь (рум. Mănăstirea Nicoreni) — мужской монастырь Сорокской епархии Русской православной церкви в селе Никорены Дрокиевского района Молдавии.

## История
Монастырь располагается на месте пионерского лагеря, построенного в 1975 году и закрытого в 1991 году. Основан летом 1992 года по инициативе настоятеля никоренской Свято-Троицкой церкви архимандрита Рафаила (Бодю), который и возглавил обитель. В 1993 году началось возведение летнего храма во имя пророка Илии. В 1994 году в здании бывшей столовой устроена зимняя церковь в честь иконы Божией Матери «Вратарница». В 1996 году построена трапезная, которую летом 1998 года расписали в неовизантийском стиле художники из Глодян. В феврале 2009 года в монастыре проживало 45 насельников; во владении было 68 гектаров лесных угодий, четыре озера, в которых разводится рыба, 15 гектаров пашни, ферма и иконописная мастерская.

## Настоятели
- архимандрит Рафаил (Бодю) (1992 — 2020)
- архимандрит Власий (Ушурелу) (с 21 ноября 2020)